# Il Pioniere dei Ragazzi
La rivista Il Pioniere dei Ragazzi: Avventure di ieri, oggi e domani, nasce il 22 giugno 1947, come naturale prosecuzione della rivista Il Moschettiere.

## Storia editoriale
Il primo numero de Il Pioniere dei Ragazzi è il numero 25, poiché Il Moschettiere termina con il numero 24. Fu stampato dalle Edizioni Astrea (Roma) e si troverà nelle edicole per soli tre mesi. Le ultime tre uscite hanno avuto numerazione doppia, poiché la periodicità diventò quindicinale, terminando le pubblicazioni il 31 agosto con il numero 34/35. Il giornale pubblicava anche fumetti di provenienza francese, come I pionieri della speranza, ma si trovavano anche varie rubriche: Lettere dal mio castello; Il calendario del nonno; giochi; filatelia e curiosità di ogni genere.
Fu un giornale essenzialmente a capitale privato. L'Unione donne italiane (UDI) contribuì in maniera marginale. Il periodico si rivolgeva essenzialmente all'area degli adolescenti di sinistra. Il direttore responsabile fu Angelo Taliaco (il medesimo de Il Moschettiere). Il giornale veniva venduto a 15 lire, anziché a 20 lire, come per Il Moschettiere. Veniva distribuito tramite l'Organizzazione Giovanile Associazione Pionieri d'Italia (API), e dall'Associazione Giovani Esploratori (AGE).
Per la prima volta furono pubblicate in Italia, sulla rivista il Pioniere dei Ragazzi, le storie tradotte da I Pionieri della Speranza riprese dal giornale per ragazzi francese Vaillant.
In Italia fu pubblicata la traduzione su Il Pioniere dei Ragazzi nell'anno 1947 dai numeri 25 al 35.
Al termine delle pubblicazioni, il fumetto fu sostituito da Noi Ragazzi: avventure di ieri, di oggi, di domani.
Il Comitato Ricerche Associazione Pionieri (CRAP) ha contribuito alla ricerca storica e catalogazione di tutti i documenti qui descritti.

## Autori
Tra gli autori, troviamo Roger Lécureux, Luciana Peverelli e Raymond Poivet. La stessa fonte, anche se in altra pubblicazione elenca tutti gli autori e disegnatori per ogni singola uscita.